# Cratere Peggy
Peggy  è un cratere sulla superficie di Venere.